# Матиас фон Бюлов
Матиас фон Бюлов (на немски: Matthias von Bülow, auf Holdorf; † пр. 1510) е благородник от род фон Бюлов, господар в Холдорф в Мекленбург-Предна Померания, рицар, фогт на Шверин.
Той е син на Хартвиг фон Бюлов († сл. 1471) и втората му съпруга Маргарета фон Ягов, дъщеря на Матиас фон Ягов († 1464) и фон Ритцеров. Внук е на Ханс фон Бюлов († 1458) и Абела фон Пентц (* ок. 1415). Потомък е на Готфрид фон Бюлов († сл. 1184).

## Фамилия
Матиас фон Бюлов се жени за Маргарета фон Плесен (* пр. 1486), дъщеря на Йохан (Хенеке) фон Плесен († пр. 1506) и Урсула фон Далдорф († сл. 1506). Те имат два сина:

- Хартвиг фон Бюлов (1509 – 1558), княжески мекленбургски съветник във Ведендорф, Холцдорф, Покрент и Клудрум Кладрум, женен пр. 1533 г. за Анна фон Паркентин-Грос Цехе († сл. 1540), дъщеря на херцогския съветник Бартолд фон Паркентин († сл. 1516) и Кристина фон Алефелдт (* пр. 1504); имат 16 деца
- Йоахим фон Бюлов